# Wife or Country
Wife or Country é um filme mudo norte-americano de 1918, do gênero drama, dirigido por E. Mason Hopper em seu último papel para Triangle Film Corporation. Seu estado de conservação é classificado como desconhecido, o que sugere ser um filme perdido.

## Elenco
- Harry Mestayer - Dale Barker
- Gretchen Lederer - Gretchen Barker
- Gloria Swanson - Sylvia Hamilton
- Jack Richardson - Dr. Meyer Stahl
- Charles West - Jack Holiday